# Подземный мир (фильм)
«Подземный мир» (англ. Underworld) — британский научно-фантастический фильм ужасов 1985 года, снятый режиссёром Джорджем Павловым по сценарию Клайва Баркера.

## Сюжет
Страшные и уродливые чудовища похищают из ночного клуба очень популярную певицу и танцовщицу Николь. Для поиска пропавшей девушки богатый бизнесмен и поклонник певицы Хьюго Мазерскилл нанимает частного детектива Роя Бейна, бывшего любовника Николь. Следы приводят детектива Роя Бейна к странному и таинственному доктору Савари, который в своей лаборатории создавал из людей отвратительных монстров, обитающих в Лондонском метрополитене…

## В ролях
- Денхолм Эллиотт — доктор Савари
- Стивен Беркофф — Хьюго Мазерскилл
- Ларри Ламб — Рой Бейн
- Николя Каупер — Николь
- Ирина Брук — Бьянка
- Арт Малик — Флюк
- Брайн Краучер — Дарлинг
- Ингрид Питт — Пеппердайн
- Тревор Томас — Рикардо
- Клайв Панто — Эбботт
- Шон Чэпмен — Бьюкенен
- Гари Олсен — «Рыжий Пёс»
- Пол Браун — Найгаард
- Дэвис Фил — Лазарус
- Миранда Ричардсон — Ориэль

## Съёмочная группа
- Режиссёр: Джордж Павлов
- Продюсеры: Кевин Эттью, Дон Хокинс, Грэхэм Форд
- Сценаристы: Клайв Баркер, Джеймс Кэплин
- Оператор: Сидни Макартни
- Композитор: Freur